# Conferencia de las Naciones Unidas sobre el Cambio Climático de 2011
La Conferencia de las Naciones Unidas sobre el Cambio Climático (COP17) de 2011 se celebró en Durban, Sudáfrica, del 28 de noviembre al 11 de diciembre de 2011 para establecer un nuevo tratado para limitar las emisiones de carbono.
No se llegó a establecer un tratado, pero la conferencia acordó establecer un acuerdo legalmente vinculante que abarcase a todos los países para 2015, con entrada en vigor en 2020. También se avanzó en la creación de un Fondo Verde para el Clima para el que se adoptó un marco de gestión. El fondo distribuirá 100.000.000.000 $ por año para ayudar a los países pobres a adaptarse a los impactos climáticos.
Si bien la presidenta de la conferencia, Maite Nkoana-Mashabane, llegó a declarar que fue un éxito, científicos y grupos ambientalistas advirtieron que el acuerdo no era suficiente para evitar el calentamiento global más allá de los2 °C, ya que se necesitaban medidas con urgencia.

## Antecedentes

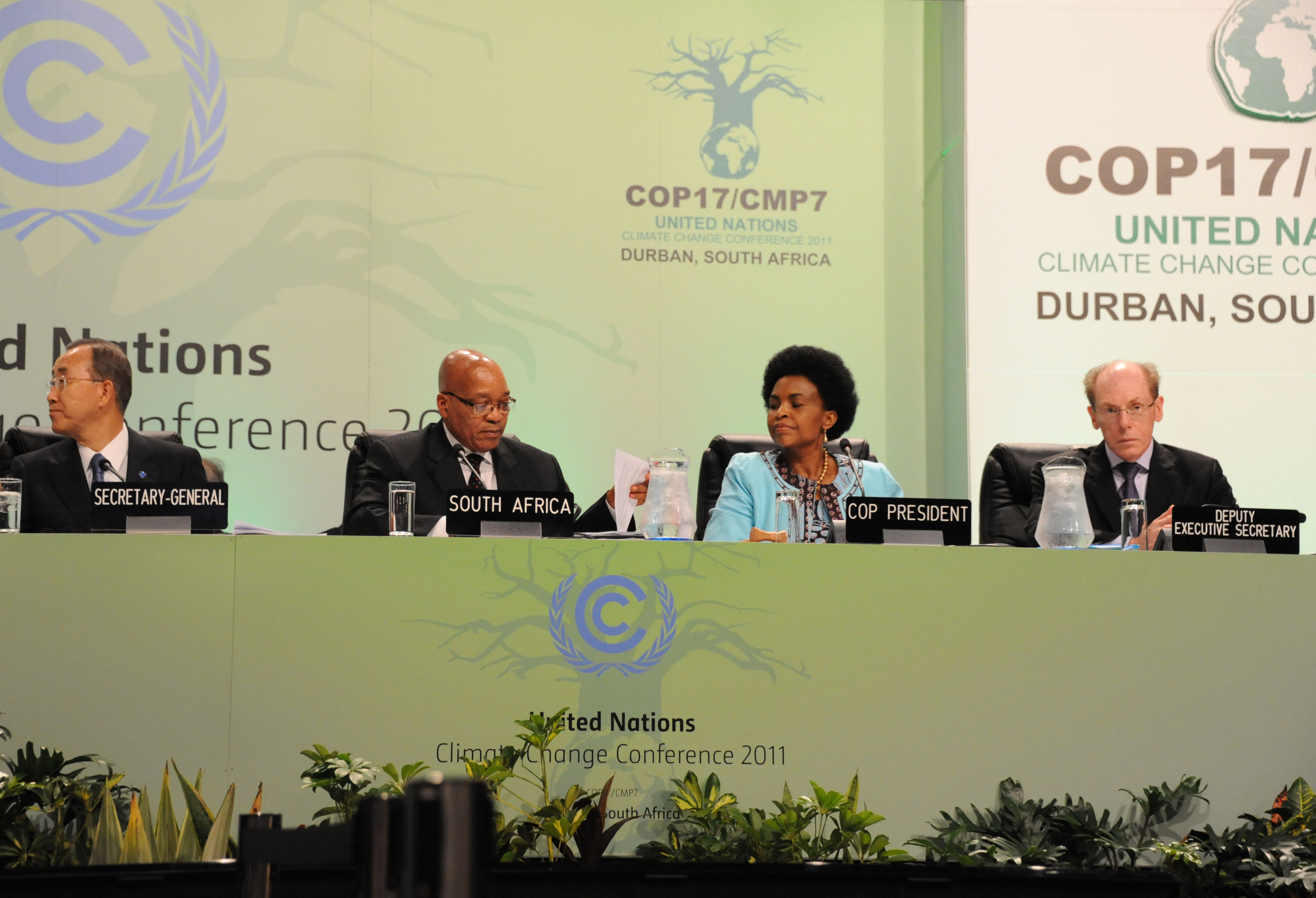
De izquierda a derecha: el secretario general de la ONU, Ban Ki-moon, el presidente de Sudáfrica, Jacob Zuma, la presidenta de la Conferencia, Maite Nkoana-Mashabane, y el secretario ejecutivo adjunto de la CMNUCC, Richard Kinley.

La conferencia se denominó oficialmente como la 17.ª sesión de la Conferencia de las Partes (COP17) de la Convención Marco de las Naciones Unidas sobre el Cambio Climático (CMNUCC) y la 7.ª sesión de la Conferencia de las Partes que actúa como reunión de las Partes (CMP7) del Protocolo de Kioto. Además, los dos órganos subsidiarios permanentes de la CMNUCC, el Órgano Subsidiario de Asesoramiento Científico y Tecnológico (OSACT) y el Órgano Subsidiario de Implementación (OSE), probablemente celebrarían sus 35ª sesión. La Conferencia de las Naciones Unidas sobre el Cambio Climático de 2010 amplió los mandatos de los dos órganos subsidiarios temporales: el Grupo de trabajo especial sobre compromisos adicionales para las Partes del anexo I en virtud del Protocolo de Kioto (AWG-KP) y el Grupo de trabajo especial sobre acción cooperativa a largo plazo según la Convención (AWG-LCA), por lo que se esperaba que también se reunieran allí.
El objetivo principal de la conferencia fue asegurar un acuerdo climático global cuando el primer período de compromiso del Protocolo de Kioto (2008-2012) estaba a punto de finalizar. También se esperaba que se concentrara en 'finalizar al menos algunos de los Acuerdos de Cancún', alcanzados en la Conferencia de 2010, como la 'cooperación en tecnología limpia', la 'protección de los bosques, adaptación a impactos climáticos y finanzas, la transferencia prometida de fondos de los países ricos a los pobres para ayudarlos a proteger sus bosques, adaptarse a los impactos climáticos y 'ecologizar' sus economías'.
Un mes antes de que comenzara la Conferencia, la BBC destacó dos propuestas contenciosas que habían sido presentadas, una por Rusia y la otra por Papúa Nueva Guinea, ambas con el objetivo de enmendar la Convención Marco de las Naciones Unidas sobre el Cambio Climático. La propuesta de Rusia generaría una 'revisión periódica' mediante la que los países actualmente clasificados como 'pobres' podrían ser recategorizados como 'ricos', y por tanto, obligados a asumir mayores obligaciones en el combate contra el cambio climático. El corresponsal de Medio Ambiente de la BBC, Richard Black, comentó que la propuesta sería 'provocativa y explosiva, si Rusia la empuja', porque los países potencialmente afectados, como China y Brasil, 'la rechazarían fuertemente'. La propuesta de Papúa Nueva Guinea, presentada por el embajador Kevin Conrad con el apoyo de México, introduciría un mecanismo de 'último recurso' para romper cualquier punto muerto en las negociaciones sobre el cambio climático a través de un voto mayoritario de las tres cuartas partes, aclarando así el proceso de toma de decisiones bajo la Convención. Al describir la propuesta como 'intrigante', Black señaló que aunque teóricamente permitiría a los países en vías de desarrollo utilizar su superioridad numérica para adoptar cualquier tipo de obligación vinculante a nivel mundial, en términos prácticos aún necesitarían la aprobación de los países ricos para asegurarse la financiación.

## Plataforma de Durban

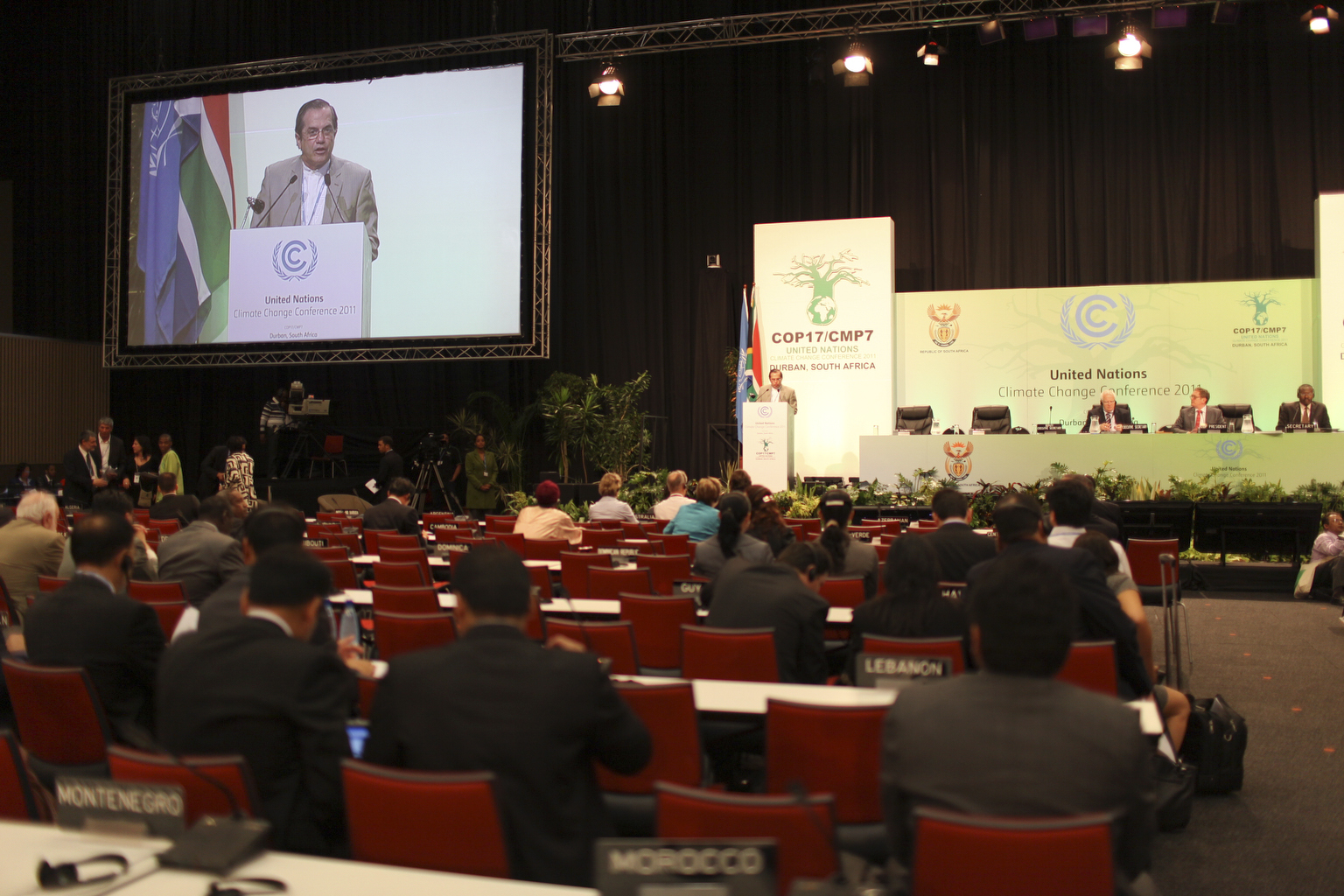
Intervención del canciller Ricardo Patiño en la 17.ª Convención de las Naciones Unidas sobre Cambio Climático.

Después de dos semanas de negociaciones, se alcanzó un acuerdo solo en el último día, domingo 11 de diciembre, después de una dura sesión maratoniana de negociación de 60 horas. Los negociadores acordaron ser parte de un tratado legalmente vinculante para abordar el calentamiento global. Los términos del futuro tratado serán definidos en 2015 y deben entrar en vigencia en 2020. El acuerdo, denominado 'Plataforma de Durban para la Acción Mejorada', fue notable porque por primera vez incluyó a países en desarrollo como China e India, así como a Estados Unidos que se habían negado anteriormente a ratificar el Protocolo de Kioto.
El acuerdo implicaba la continuación del Protocolo de Kioto mientras tanto, aunque solo se indicó que algunos países, incluidos los miembros de la Unión Europea, tenían probabilidades de comprometerse.
Los términos de la Plataforma de Durban se cumplieron luego de la exitosa negociación del Acuerdo de París en la Conferencia de las Naciones Unidas sobre el Cambio Climático de 2015 en París, Francia.

### Fondo verde
La conferencia llegó a un acuerdo sobre un marco de gestión para un futuro Fondo Verde para el Clima. El fondo distribuirá US$100 000 millones por año para ayudar a los países pobres a adaptarse a los impactos climáticos.

## Reacciones
Después de que hubiese concluido la conferencia, Michael Jacobs, del Instituto de Investigación Grantham sobre Cambio Climático y Medio Ambiente en Londres, dijo que: 'El acuerdo al que se llegó no nos ha sacado del camino que llevamos hacia los 4 °C... Pero forzando a los países, por primera vez, a admitir que sus políticas actuales son inadecuadas y deben fortalecerse para 2015, ha arrebatado 2 °C de las fauces de la imposibilidad. Al mismo tiempo, ha restablecido el principio de que el cambio climático debe abordarse a través del derecho internacional, no del nacional, ni del voluntarismo'.
Christiana Figueres, secretaria ejecutiva de la Convención Marco de las Naciones Unidas sobre el Cambio Climático, dijo que saludaba a los países que consiguieron este acuerdo. Todos han dejado a un lado algunos de sus objetivos para alcanzar un propósito común, una solución a largo plazo para el cambio climático.
Kumi Naidoo, de Greenpeace Internacional, dijo que en estos momentos, el régimen climático global no es más que un acuerdo voluntario que se pospone durante una década, lo que podría llevarnos por encima del umbral de 2 °C donde pasamos de un peligro a una potencial catástrofe.
El senador estadounidense Jim Inhofe, que se opuso a las regulaciones energéticas gubernamentales, como el tope y el comercio, calificó el cambio climático provocado por el hombre como un bulo, y aplaudió lo que llamó dejar de lado 'cualquier posibilidad remota de un tratado de calentamiento global de la ONU'. Describió el resultado de la conferencia como 'un colapso completo del movimiento de calentamiento global y el fracaso del proceso de Kioto'. Inhofe dijo que el mensaje de Washington, incluido el del presidente Obama y los líderes demócratas del Senado de Estados Unidos, a los delegados de la conferencia fue que estaban siendo ignorados.
Los medios alemanes criticaron el resultado como 'casi inútil', diciendo que las promesas son vagas y la línea de tiempo es lenta, aunque el mérito principal es que las conversaciones se hayan mantenido vivas.